# Orthoamphisiellidae
Famille
Les Orthoamphisiellidae sont une famille de Ciliés de la classe des Hypotrichea et de l’ordre des Stichotrichida.

## Étymologie
Le nom de la famille vient du genre type Orthoamphisiella, composé du préfixe -ortho, (du grec ὀρθός / orthós, « droit ; juste ; réel »), et du suffixe -amphisiella, par allusion au genre Amphisiella Gourret & Roeser, 1888, autre cilié de la famille des Amphisiellidae, littéralement « Amphisiella droit », en référence aux « rangées droites de cirres dans le champ (de cils) frontaux ». 

## Description

### Genre type
| Genre                                    | Famille             | Caractères distinctifs |
| ---------------------------------------- | ------------------- | --- |
| Orthoamphisiella Eigner & Foissner, 1991 | Orthoamphisiellidae | Rangées de membranelles buccales et fronto-ventrales bien visibles. Pas de cirres transversaux. Pas de cirres caudaux. |
| Amphisiella Gourret et Roeser, 1888      | Amphisiellidae      | Plus d'1 cirrus à gauche de la rangée ventrale dans le champ frontal. Cirres transverses présents. Pas de cirres codaux. |
| Amphisiellides Foissner, 1988            | Oxytrichidae        | Plus d'1 cirrus à gauche de la rangée ventrale dans le champ frontal. Cirres transverses présents. Cirres caudaux présents. |
| Hemiamphisiella Foissner, l988           | Amphisiellidae      | Un cirrus à gauche de la rangée ventrale dans le champ frontal. Sous l'appareil buccal, un cirrus isolé entre la rangée ventrale et la rangée marginale gauche. Cirres caudaux présents. Souvent une deuxième rangée ventrale beaucoup plus courte dans la moitié postérieure du corps. |
| Paramphisiella Foissner, 1988            | Amphisiellidae      | 1 cirrus gauche de la rangée ventrale dans le champ frontal. Cirres caudaux présents. |

### Espèce type
Orthoamphisiella stramenticola a un corps de forme presque rectangulaire, dont la taille est de 80-140 x 30-45 μm. Le bord droit du corps est linéaire à légèrement convexe, le gauche légèrement en retrait sous la zone adorale des membranelles (AZM). 
Les deux extrémités sont largement arrondies. Parfois l’extrémité antérieure est rétrécie en forme de tête ; la postérieure est en pointe.
Habituellement on observe :
- 4 segments macronucléaires (macronoyaux) de forme ellipsoïdes à sphériques.
- 5 micronoyaux sphériques près des segments macronucléaires.
- 20 membranelles adorales,
- 5 cirres buccaux
- 10 cirres fronto-ventraux distribué en 2 à 3 rangées.
- Une vacuole contractile sur le bord gauche au milieu du corps, sans canaux collecteurs.
- Des vacuoles alimentaires, de diamètre variant entre 3 et 7 μm, qui contiennent les restes alimentaires de protistes ciliés et des bactéries[1].

### GenreCladotricha
Cladotricha est un genre dont la forme est très élancée vivant en eau salée. D’une grande variabilité, il est généralement pointu vers l'arrière, de taille ordinaire de 100 μm, parfois plus long, jusqu'à environ 200 μm, en forme de bande et arrondi vers l'arrière.
On y observe 4 rangées de cirres longs et fins ; seulement deux membranes frontales en brosse, principalement utilisées pour le mouvement ; un macronoyau simple, rond associé à un micronoyau ; aucune vacuole contractile. Le péristome présente une zone robuste, sorte de grosse lèvre membranoïde.

## Habitat
Les membres Orthoamphisiella sont des ciliés très communs dans le sol, vivant notamment dans des litières de feuilles fraîches.
Le genre Cladotricha vit en eau salée, mais est euryhalin, c'est-à-dire qu'il a une grande tolérance à la salinité.

## Liste des genres
Selon GBIF (15 mars 2023) :
- Circinella Foissner, 1994
- Cladotricha Gajewskaja, 1926
- Orthoamphisiella Eigner & Foissner, 1991 genre type
  - Espèce type Orthoamphisiella stramenticola[note 1],[1]

## Systématique
La famille des Orthoamphisiellidae a été créée en 1997 par le microbiologiste autrichien Peter Eigner (d).

## Publication originale
- (en) Peter Eigner, « Evolution of Morphogenetic Processes in the Orthoamphisiellidae N. Fam., Oxytrichidae, and Parakahliellidae N. Fam., and Their Depiction Using a Computer Method (Ciliophora, Hypotrichida) », Journal of Eukaryotic Microbiology, International Society of Protistologists, vol. 44, no 6,‎ novembre 1997, p. 553-573 (ISSN 1066-5234 et 1550-7408, DOI 10.1111/J.1550-7408.1997.TB05961.X).